# دانيال تومسون (كاتب)
دانيال تومسون (بالإنجليزية: Daniel Thompson)‏ هو كاتب أمريكي، ولد في 1935، وتوفي في 6 مايو 2004.